# 1643
Cette page concerne l'année 1643  du calendrier grégorien.
L'année 1643 est une année commune qui commence un jeudi.

## Événements
- 21 janvier : le navigateur hollandais Abel Tasman découvre les îles Tonga[1].
- 6 février : Abel Tasman découvre les îles Fidji[1].

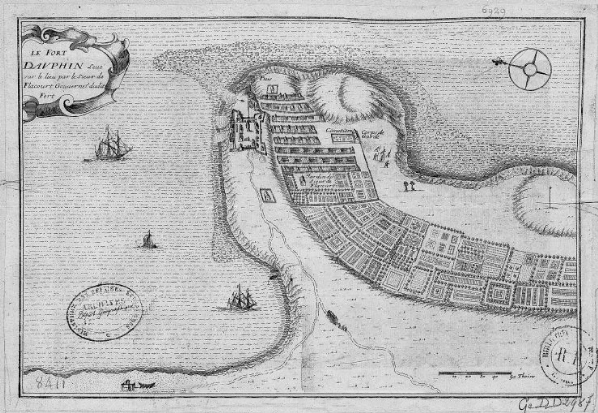
Le Fort Dauphin, levé sur le lieu par le Sieur de Flacourt en 1643

- 1er mai : arrivée à Madagascar de soixante-dix hommes. Peu après Pronis quitte dans la baie de Sainte-Lucie et va fonder l'établissement du Fort-Dauphin[2] (aujourd'hui Tôlanaro).
- 14 juin : les Hollandais (Maarten Gerritszoon de Vries) découvrent les Kouriles[3].
- 15 juin : départ d'une expédition russe de Vassili Poïarkov, envoyé par le voïévode de Iakoutsk, Pierre Golodine. Il remonte l'Aldan, découvre le cours de l'Amour jusqu’à son embouchure et suit le littoral jusqu’au site d'Okhotsk (fin en 1646)[4].
- 21 septembre : mort de Huang Taiji. Début du règne de Shunzhi, empereur mandchou de la dynastie Qing, sur la Chine du Nord et la Mongolie. Régence des princes Dorgon et Jirgalang[5].
- 14 novembre : début du règne de Go-Kōmyō, du Japon, qui accepte le trône après l'abdication de l'impératrice Meishō[6].
- 25 décembre : le navigateur anglais William Mynors découvre l'île Christmas[7].

### Amérique
- 25 février : massacre par les Hollandais de 80 Indiens pacifiques réfugiés à Pavonia, en Nouvelle-Néerlande, après une attaque des Mohawks. Début de la guerre de Kieft, insurrection générale de onze tribus indiennes contre les colons (1643–1645)[8].
- 6 juin : l'amiral hollandais Hendrik Brouwer débarque sur l'île de Chiloé au sud du Chili et s'empare de Castro avant le 17 août, quand il meurt de maladie. Elias Herckman, qui le remplace, progresse vers Valdivia avec ses alliés Araucans, où il construit un petit fort sur le rivage. Ils quittent finalement les lieux le 28 octobre 1644 et rentrent à Recife[9].
- 9 juin : au Québec, les Iroquois livrent une guerre d’embuscades contre le poste de Ville-Marie (Montréal). Trois colons sont tués et trois autres fait prisonniers[10].
- 5 septembre : le gouverneur Charles Houël arrive en Guadeloupe où il s'établit à l'emplacement de la ville de Basse-Terre[11].
- Septembre : exécution du chef Miantonomo par les Mohegan[12]. Début d'une guerre entre les Indiens Naragansetts et les Anglais en Nouvelle-Angleterre (fin en 1645).
- 25 novembre : Charles Poncet de Brétigny arrive en Guyane avec 400 colons normands et fonde Fort Cépérou sur l'emplacement de Cayenne[9].

- Interdiction du congrégationalisme dans les colonies anglaises[13].

### Europe
- Avance des glaciers dans les Alpes (1643-1644)[14].

- 17 janvier, Espagne : Olivares démissionne à cause des troubles intérieurs provoqués par sa politique de fiscalité oppressive[15]. Son neveu don Luis Méndez de Haro lui succède au gouvernement (fin en 1661).
- 26 avril : le prince de Transylvanie Georges Ier Rákóczi entre dans l'alliance franco-suédoise par le traité de Stockholm[16].
- 14 mai : mort de Louis XIII[17] ; début du règne de Louis XIV, roi de France (fin en 1715), sous la régence de sa mère Anne d'Autriche (18 mai). Le cardinal Mazarin administre la France durant la minorité du roi (fin en 1661)[18].

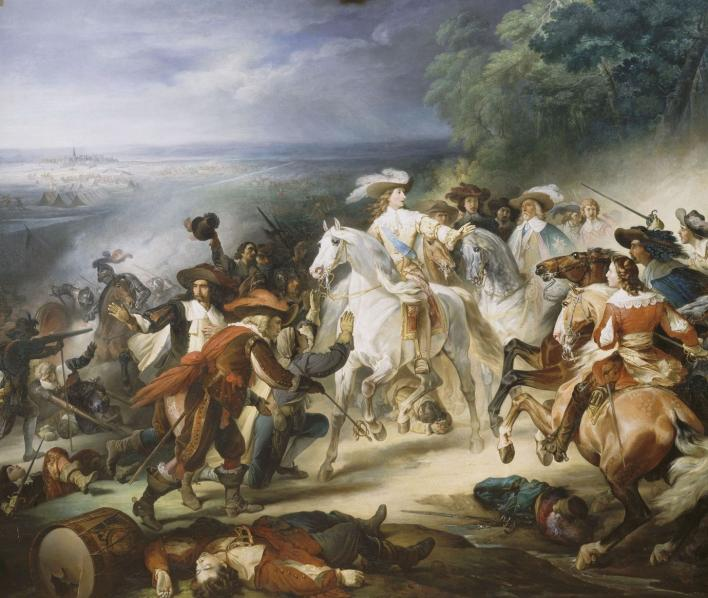
19 mai : bataille de Rocroi, tableau de François-Joseph Heim.

- 19 mai : le duc d’Enghien (le futur Grand Condé) bat l'Espagne à la bataille de Rocroi[16].
- 27 mai : les Espagnols, profitant de la désorganisation momentanée de l'état-major français, reprennent Tortone[19].
- 2 juin-2 octobre : soulèvement des Croquants du Rouergue[20].
- 19 juin : publication de la bulle In eminenti. Le pape Urbain VIII interdit tout débat sur la grâce et proscrit l'Augustinus[21].
- 22 juin : le général suédois Lennart Torstenson avance jusqu'à Olmütz en Moravie et négocie avec Rákóczi et les Ottomans[22].
- 8 août : le duc d’Enghien prend Thionville[22].
- 2 septembre, France : l’arrestation du duc de Beaufort par Mazarin met fin à la cabale des Importants[23].
- 2-3 septembre : bataille de Carthagène. Victoire de Maillé-Brézé sur la flotte espagnole au large du cap de Gata[24].
- 24 septembre : Turenne prend Trino. Il reçoit le bâton de maréchal le 16 novembre[25].
- 1er novembre : les troupes françaises de Guébriant et Rantzau passent le Rhin ; Guébriant assiège Rottweil, est mortellement blessé (17 novembre) ; Rantzau prend Rottweil le 19 novembre[22].
- 14 novembre : Diego de Arce y Reinoso (en) (1643-1665), évêque de Plasence, devient inquisiteur général en Espagne[26]. Il lutte contre les Juifs converses (17 autodafés).
- 24 novembre : victoire de Mercy à la bataille de Tuttlingen sur l'armée française de Rantzau ; il reprend Rottweil[22].
- 3 décembre : Turenne, maréchal de France, reçoit le commandement de l'armée d’Allemagne[27].
- 12 décembre : guerre entre la Suède et le Danemark (fin en 1645). Les Danois et les Suédois (Lennart Torstenson) commencent les hostilités dans le Holstein sans qu’il y ait eu de déclaration de guerre[28].

- Jean Bolland publie les deux premiers volumes des Acta Sanctorum, à Anvers. C'est le début de l'œuvre des Bollandistes[29].

#### Îles britanniques
- 24 février : ordonnance établissant le weekly Assessments, ordonnant à chaque comté de payer une taxe hebdomadaire. C'est en fait la création d’un impôt direct sur les propriétés foncières en Angleterre (land tax)[30].
- 13 mars : première bataille de Middlewich (en)[31].

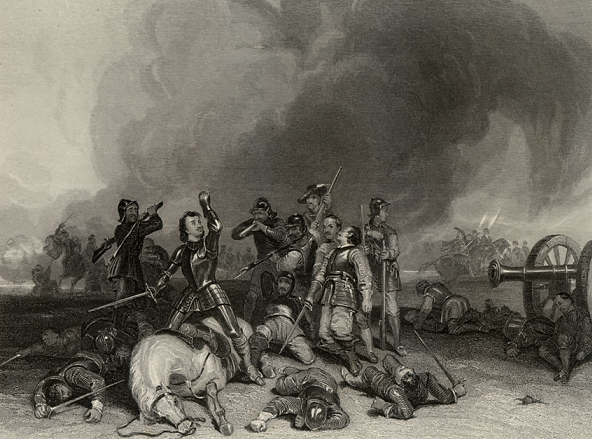
19 mars : bataille de Hopton Heath

- 19 mars : victoire des royalistes sur les parlementaires à la bataille de Hopton Heath (en)[32].
- 18 juin : victoire des royalistes à la bataille de Chalgrove Field (en)[33].
- 30 juin : victoire des royalistes à la bataille d'Adwalton Moor[34].
- 1er juillet : ouverture de l'assemblée de Westminster[35].
- 5 juillet : victoire des royalistes à la bataille de Lansdowne (en)[36].
- 13 juillet : victoire des royalistes à la bataille de Roundway Down (en)[37].
- 17 août : signature du Solemn League and Covenant à Westminster, alliance du Parlement anglais et des covenantaires écossais contre le roi Charles Ier, en échange de la promesse d’établir un système presbytérien en Angleterre (1643-1648) ; il est approuvé par le Parlement le 22 septembre[37].
- 20 septembre : victoire de Charles Ier d'Angleterre à Newbury. Elle n'est pas décisive et Londres reste hors d’atteinte[37].

- L'opposition parlementaire perd ses principaux meneurs avec la mort de John Hampden (24 mai), de John Pym (8 décembre) et de Lord Brooke (Robert Greville, 2 mars). Le centre de gravité des Communes glisse vers les éléments les plus intransigeants, qui réclament une totale liberté de conscience, une Église décentralisée, sans évêques ni tutelle royale, sur le principe de l’indépendance totale de chaque paroisse.

## Naissances en 1643
- 4 janvier : Isaac Newton, philosophe et scientifique anglais[38] († 31 mars 1727).
- 3 février : Hermann Zoll, jurisconsulte allemand († 7 février 1725).
- 4 mars : Fran Krsto Frankopan, seigneur, poète et homme politique croate († 30 avril 1671).
- 11 mars : Laurent Fauchier, peintre français († 25 mars 1672).
- 23 avril : Johann Oswald Harms, peintre baroque, graveur et scénographe allemand († 1708).
- 10 mai : Gabriel Revel, peintre français († 9 juillet 1712).
- 24 mai : Emmanuel-Théodose de La Tour d'Auvergne, cardinal de Bouillon et ami de l'abbé de Choisy († 2 mars 1715).
- 9 novembre : Christina Anna Skytte, baronne et pirate suédoise.
- Date précise inconnue :
  - Marx Augustin, ménestrel, joueur de cornemuse et poète autrichien († 11 mars 1685).
  - Giovanni Battista Boncuore, peintre baroque italien († 22 mai 1699).
  - Carlo Antonio Casnedi, théologien jésuite italien († 1725).
  - Marc-Antoine Charpentier, compositeur français († 24 février 1704).
  - Juan de Alfaro, peintre espagnol († 30 avril 1680).
  - Petronella Keysers, dramaturge néerlandaise († 1679).
  - Luigi Quaini, peintre baroque italien († 1717).
  - Godfried Schalken, peintre de genre et portraitiste néerlandais († 16 novembre 1706).

## Décès en 1643
- 3 janvier : Rodrigo da Cunha, homme politique et prélat portugais (° 1577).
- 7 janvier : Gonthier XLII de Schwarzbourg-Sondershausen, comte de Schwarzbourg-Sondershausen (° 7 septembre 1570).
- 8 janvier : Giovanni Camillo Glorioso, mathématicien et astronome italien (° 1572).
- 24 janvier : Étienne de la Croix, prêtre jésuite français (° 1579).
- 4 février : Pietro Campori, cardinal italien (° 1553).
- 11 février : Anne-Marie de Palatinat-Neubourg, comtesse palatine de Neubourg et par mariage duchesse de Saxe-Weimar (° 18 août 1575).
- 25 février : Marco da Gagliano, compositeur italien (° 1er mai 1582).
- 1er mars : Girolamo Frescobaldi, compositeur, claveciniste et organiste italien (° 9 septembre 1583).
- 10 mars : Fulcran de Barrès, ecclésiastique français (° vers 1574).
- 20 mars : Johannes Kirchmann, philologue allemand (° 10 janvier 1575).
- 25 mars : Antonio Rubino, missionnaire en Inde puis en Chine (° 1er mars 1578).
- 31 mars : Philibert Monet, lexicographe français (° 1566).
- 3 avril : Bartolomeo Picchiatti, architecte baroque italien (° 1571).
- 9 avril : Benedetto Castelli, mathématicien italien, disciple de Galilée (° 1577).
- 13 avril : Marguerite Farnèse, noble italienne membre de la Maison Farnèse et par mariage princesse héréditaire de Mantoue (° 7 novembre 1567).
- 20 avril : Christoph Demantius, compositeur, théoricien de la musique, écrivain et poète allemand (° 15 décembre 1567).
- 14 mai : Louis XIII, roi de France (° 27 septembre 1601).
- 18 mai : Henri de Sponde, ecclésiastique, juriste et historien français (° 6 janvier 1568).
- 19 mai : Paul-Bernard de Fontaine, général espagnol né en Lorraine (° 1576).
- 1er juin : Aoyama Tadatoshi, daimyo du début de l'époque d'Edo (° 18 mars 1578).
- 17 juin : Eustache du Lys de Grenant, prélat français (° vers 1561).
- 23 juin : Edward Sutton, 5e baron Dudley, important propriétaire terrien anglais (° 17 septembre 1567).
- 7 août : Marguerite de Brunswick-Lunebourg, aristocrate allemande (° 6 avril 1573).
- 9 août : Guillaume Marescot, magistrat et diplomate français (° 15 décembre 1567).
- 11 août : Giuseppe Ripamonti, religieux et historiographe italien (° juillet 1573).
- 15 septembre : Richard Boyle, 1er comte de Cork, homme politique d'origine anglaise qui est lord trésorier du royaume d'Irlande (° 13 octobre 1566).
- 16 septembre : Lucas Franchoys l'Ancien, peintre flamand (° 23 janvier ou 25 janvier 1574).
- 21 septembre : Huang Taiji, empereur Mandchou (° 28 novembre 1592).
- 25 septembre : Jōjō Masashige, samouraï de l'époque Sengoku et du début de l'époque d'Edo au service du clan Uesugi (° 1545).
- 11 octobre : Jean Duvergier de Hauranne, prêtre catholique et théologien français qui introduisit le jansénisme en France (° 1581).
- 26 octobre : Dame Kasuga, japonaise issue d'une importante famille de samouraïs (° 1579).
- 3 novembre : Paul Guldin, prêtre jésuite, mathématicien et astronome suisse (° 12 juin 1577).
- 6 novembre : Abraham Azoulay, rabbin et kabbaliste (° 1570).
- 9 novembre : Anthony Grey, Comte de Kent (° 1557).
- 15 novembre : Tachibana Muneshige, samouraï de la fin de la période Azuchi Momoyama et daimyo du début de l'époque d'Edo (° 18 décembre 1567).
- 29 novembre : Claudio Monteverdi, compositeur italien (° 15 mai 1567).
- 8 décembre : Antoine Boësset, compositeur français (° 24 février 1587).
- 30 décembre : Giovanni Baglione, peintre et historien de l'art italien (° 1566).
- Date précise inconnue :
  - Sophie Brahe, scientifique et femme de lettres danoise (° 1556 ou 1559).
  - Cheng Jiasui, peintre chinois (° 1565).
  - Giovanni Stefano Doria, 101e doge de Gênes (° 1578).
  - Henri Lancelotz, religieux flamand (° 1576).
  - Giuseppe Nuvolo, frère dominicain italien (° 1570).
  - Pedro de Oña, poète, théologue et écrivain chilien (° 1570).
  - Tenkai, moine bouddhiste Tendai japonais de l'époque Azuchi Momoyama et du début de l'époque Edo (° 1536).
  - Samuel Ward, universitaire anglais, maître à l'Université de Cambridge (° 1572).
  - Walter Warner, mathématicien et scientifique anglais (° 1563).
- Vers 1643 :
- Tawaraya Sōtatsu, peintre japonais (° vers 1570).